# پل جوبی

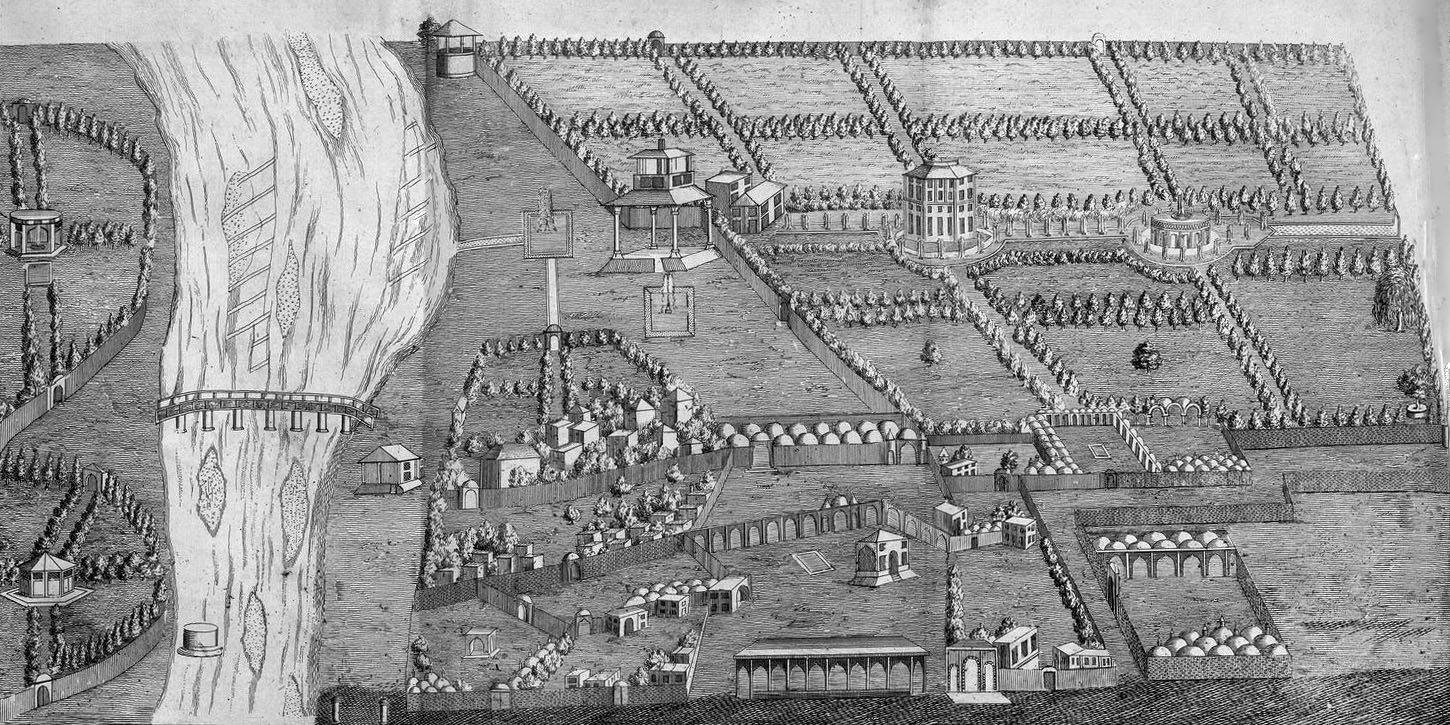
تصویری رسم شده در دوران صفویه در کتاب ژان شاردن. در این تصویر پل جوبی، سمت راست آن کاخ سعادت‌آباد، بالای کاخ عمارت آیینه‌خانه، سمت راست آیینه‌خانه عمارت نمکدان، تصویر شده است.

پل جوبی که برخی مورخان پل چوبی نوشته‌اند و امروزه نیز به همین نام معروف است، نام پلی در اصفهان و بر روی زاینده رود است. این پل راه اختصاصی برای رفت‌وآمد کاخ هفت‌دست و کوشک آیینه‌خانه بوده و روی این پل جوی آبی روان بوده به این مناسبت آن را پل جوبی می‌نامیدند. پلی است با عرض کم و طول ۱۴۷ متر در شهر اصفهان میان دو پل الله‌وردی خان و پل خواجو قرار دارد. این پل به دستور شاه عباس دوم در سال ۱۰۶۵ قمری بنا گردید. پل جوبی در سال ۱۳۱۹ خورشیدی به همت حاج سید عبدالرحیم محمودیه، تاجر و خیر اصفهانی کاملاً تعمیر گردید.

## معماری
این پل که با ۲۱ چشمه (دهنه)، پهنای کم و درازای نزدیک ۱۴۷ متر بر بستر زاینده رود، میان دو پل الله‌وردی خان و پل خواجو ساخته شده است از سازه‌های دوره شاه عباس دوم در سال ۱۰۶۵ هجری است.
برج شش گوشه وسط پل با چشمه‌های آب جاری فرح بخش حال امیران، اشراف، مهمانان و سفیرانی بود که به حضور شاه شرفیاب می‌شدند.
در قسمت غربی این پل آب رودخانه به صورت دریاچه‌ای درمی‌آمد به همین لحاظ به آن «پل دریاچه» نیز می‌گفتند. نام دیگر آن پل سعادت‌آباد است. این پل هم‌اکنون در خیابان کمال اسماعیل قرار دارد.

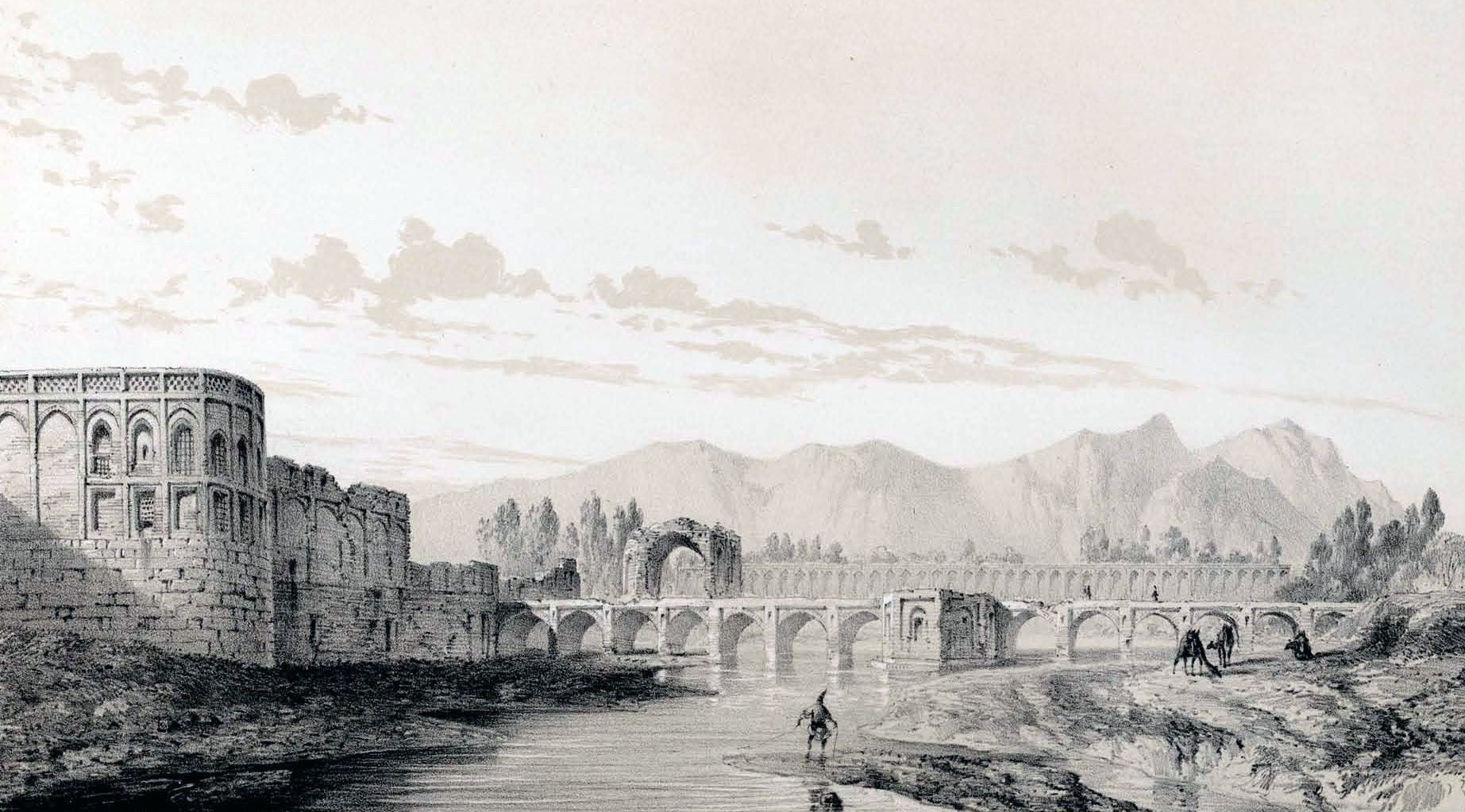
این پل مسیر اختصاصی کاخ هفت‌دست و کوشک آیینه‌خانه بوده است.

## کاربرد
این برای آمدوشد عامهٔ مردم نبوده است بلکه تنها وسیلهٔ ارتباط باغهای سلطنتی دو کناره شمالی و جنوبی رودخانه یعنی باغ معروف به «باغ دریاچه» با باغهای گستردهٔ سعادت آباد میان پل الله‌وردی خان و پل خواجو و بناهای با شکوه کاخ هفت‌دست و کوشک آیینه‌خانه و کشکول و نمکدان بوده است و در اصل محل عبور خانواده شاه صفوی و امرا و بزرگان و مهمانها و سفرایی بوده است که اجازه دیدار با شاه عباس دوم را داشته‌اند.

## نام
وجه تسمیه این پل «جوبی» را به فراخور جوی کوچک ظریفی از سنگ پارسی بوده که آب را از سوی دیگر به طرف دیگر پل جاری می‌کرده است و آن در عهد صفویه بر روی پل تعبیه کرده بودند، می‌دانند. با این حال شاردن در کتابش به صراحت این پل را از جنس چوب بر پایه‌های سنگی ذکر کرده است و نمی‌توان قاطعانه گفت که عنوان «پل چوبی»، نادرست است.
شاعری متخلص به تأثیر و هم دوره شاه سلیمان صفوی در بخشی از متنوی که در مورد بناهای اصفهان سروده می‌گوید (منظور از شرقی پل خواجو و غربی پل چوبی است):
| یکی شرقی، اساسش سنگ خارا      |  | دگر یک غربی و از چوب برپا     |
| پل چوبیش حیرت داستانست        |  | که بر بالای آن نهری روان است  |
| به گیتی نیست آن پل را قرینه   |  | که از چوبست و هم طرح سفینه    |
| به دریا گرچه هر کشتی دوان است |  | در اینجا بحر بر کشتی روان است |

## حوادث تاریخی
با گذشت از یک سال از استبداد صغیر و به توپ بسته شدن مجلس و در پی دعوت آقانجفی و حاج آقا نورالله نجفی اصفهانی از ضرغام السلطنه نیروهای بختیاری خود را به اردوگاه باغ ابریشم رساندند. در شب نهم ذی حجه ۱۳۲۶ گروهی از بختیاری‌ها به سرپرستی ضرغام السلطنه از پل جوبی گذشته خود را به مجاهدین شهری در مسجد امام رساندند و گروهی نیز از دروازه مارنان به مجاهدین شهری ملحق شدند جنگ در میدان نقش جهان میان حکومت قاجاری و سواران بختیاری به اوج خود رسید و سرانجام با شکست سربازان حاکم و فرار اقبال الدوله کاشی خاتمه یافت. در پی این واقعه مجاهدان مشروطه خواه بختیاری کنترل شهر اصفهان را به دست گرفتند.

## نگارخانه

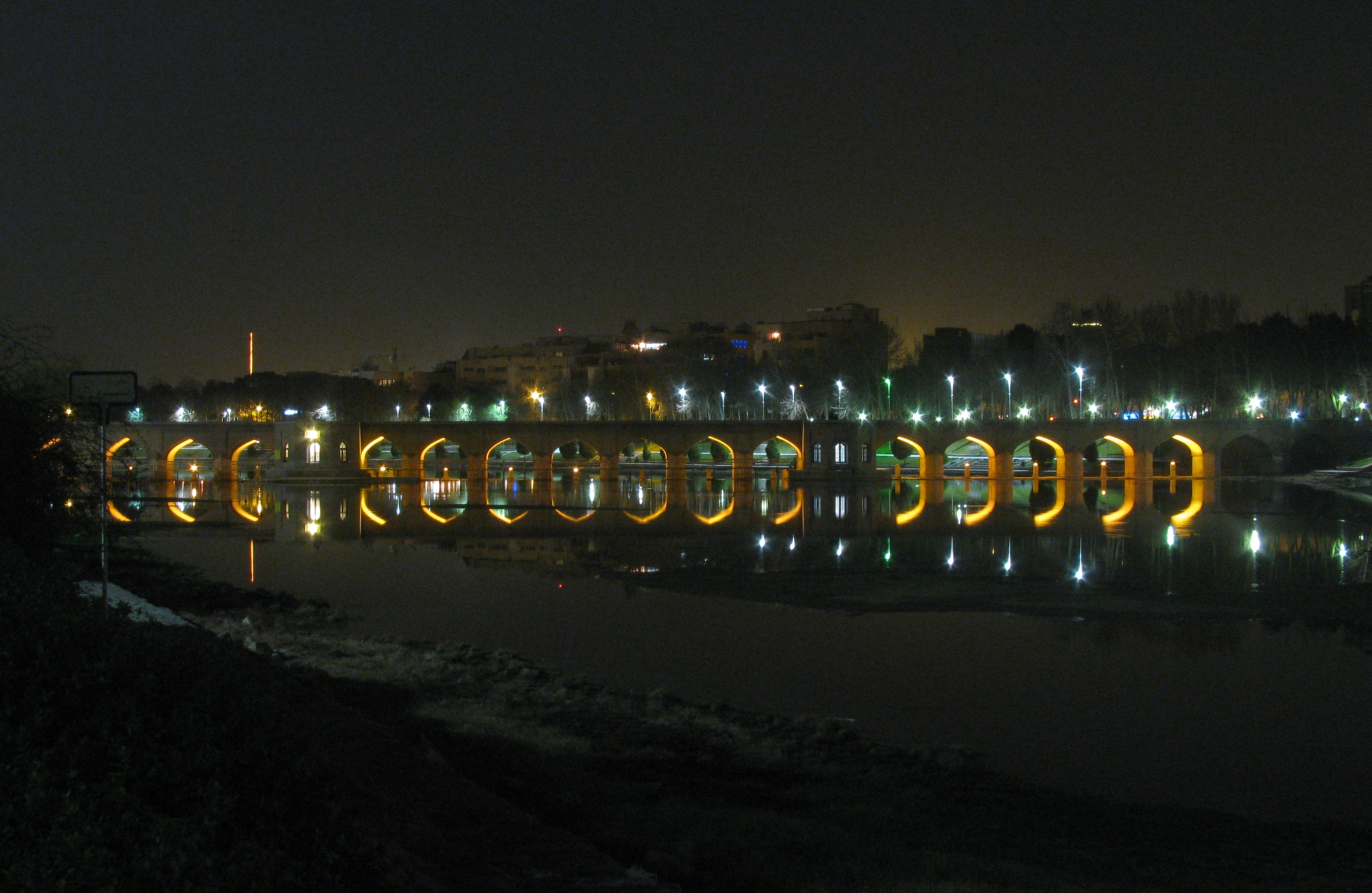
پل جوبی در شب